# Bandidhoo
Bandidhoo är en ö i Södra Nilandheatollen i Maldiverna.  Den ligger i administrativa atollen Dhaalu, i den centrala delen av landet, 150 km sydväst om huvudstaden Malé.